# Андора на Зимским олимпијским играма 1984.
Андори је ово било треће учешће на Зимским олимпијским играма. Делегацију Андоре на Зимским олимпијским играма 1984. у Сарајеву представљала су двојица такмичара, који су учествовали у три дисцилине једног спорта. Спортисти Андоре нису освојили ниједну медаљу.

## Учесници по спортовима
| Спорт          | Мушкарци | Жене | Укупно |
| -------------- | -------- | ---- | ------ |
| Алпско скијање | 2        | 0    | 2      |
| Укупно(1)      | 2        | 0    | 2      |

## Алпско скијање

### Мушкарци
| Такмичар      | Дисциплина | Резултати    | Резултати    | Резултати    | Резултати    | Пласман/учес. (укуп.) |
| Такмичар      | Дисциплина | 1. трка      | 2. трка      | Укупно       | Заостатак    | Пласман/учес. (укуп.) |
| ------------- | ---------- | ------------ | ------------ | ------------ | ------------ | --------------------- |
| Ђорди Торес   | Спуст      |              |              | 1:59,06      | 13,47        | 50 / 60 (61)          |
| Ђорди Торес   | Велеслалом | Није завршио | Није завршио | Није завршио | Није завршио | Није завршио          |
| Ђорди Торес   | Слалом     | Није завршио | Није завршио | Није завршио | Није завршио | Није завршио          |
| Алберт Љовера | Спуст      |              |              | 1:57,88      | 12,29        | 48 / 60 (61)          |
| Алберт Љовера | Велеслалом | Није завршио | Није завршио | Није завршио | Није завршио | Није завршио          |
| Алберт Љовера | Слалом     | Није завршио | Није завршио | Није завршио | Није завршио | Није завршио          |